# Свершківці
Све́ршківці — село в Україні, у Товстенській селищній громаді Чортківського району Тернопільської області. Розташоване на річці Дністер. Підпорядковане Хмелівській сільраді (до 2018). До Свершківців приєднано хутір Глібове; мешканці хутора Глибока в 1950-х виселені у Заліщицький та Чортківський райони.
Населення — 361 особа (2007).

## Історія
Поблизу села виявлені археологічні пам'ятки давньоруської культури.
Перша писемна згадка — 1459.
Діяли «Просвіта» та інші товариства, кооператива.
Від 2018 року ввійшло у склад Дорогичівської сільської громади.
12 червня 2020 року, відповідно до розпорядження Кабінету Міністрів України № 724-р «Про визначення адміністративних центрів та затвердження територій територіальних громад Тернопільської області» увійшло до складу Товстенської селищної громади.
19 липня 2020 року, в результаті адміністративно-територіальної реформи та ліквідації Заліщицького району, увійшло до складу новоутвореного Чортківського району.

## Населення

### Мова
Розподіл населення за рідною мовою за даними перепису 2001 року:
| Мова       | Кількість | Відсоток |
| ---------- | --------- | -------- |
| українська | 406       | 100%     |

## Пам'ятки
Є церква Успіння Пресвятої Богородиці (1896, мурована), капличка (1998).
Насипано символічну могилу воякам УПА (1993), встановлено пам'ятний хрест на честь скасування панщини.

## Соціальна сфера
Працюють бібліотека, приватне господарство «Придністров'я», торговельний заклад.

## Галерея

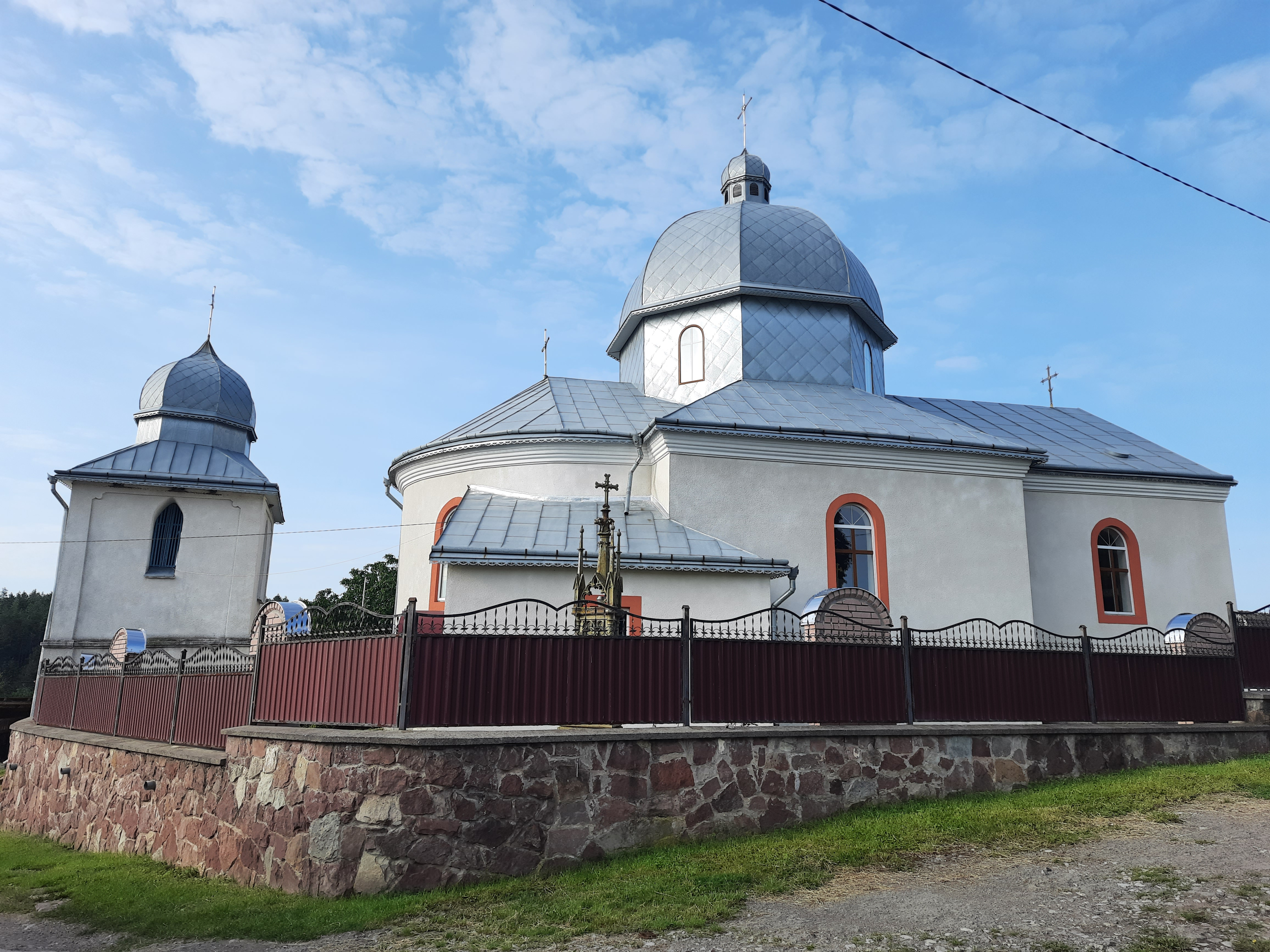
Церква Успіння Пресвятої Богородиці
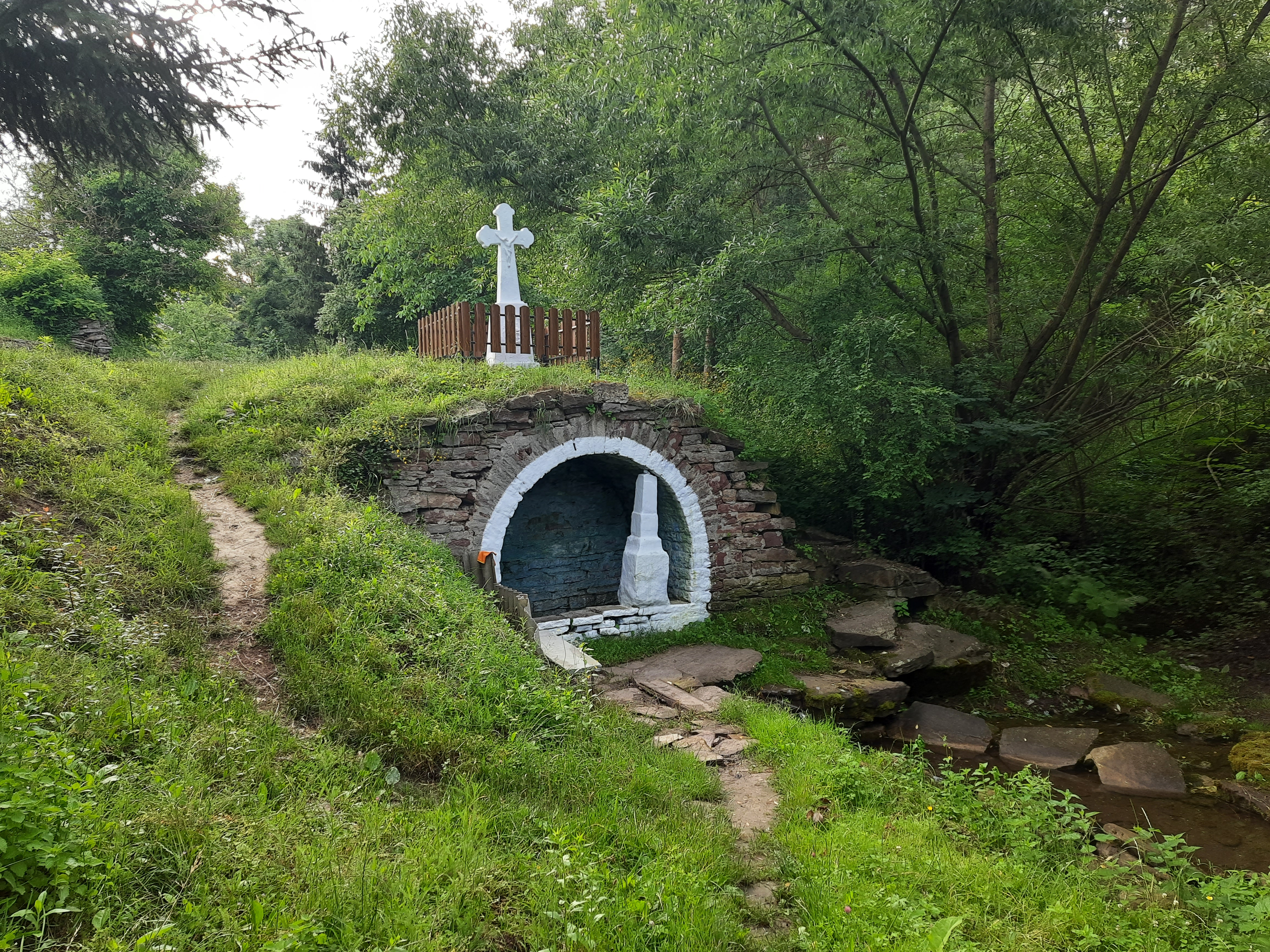
Цілюще джерело
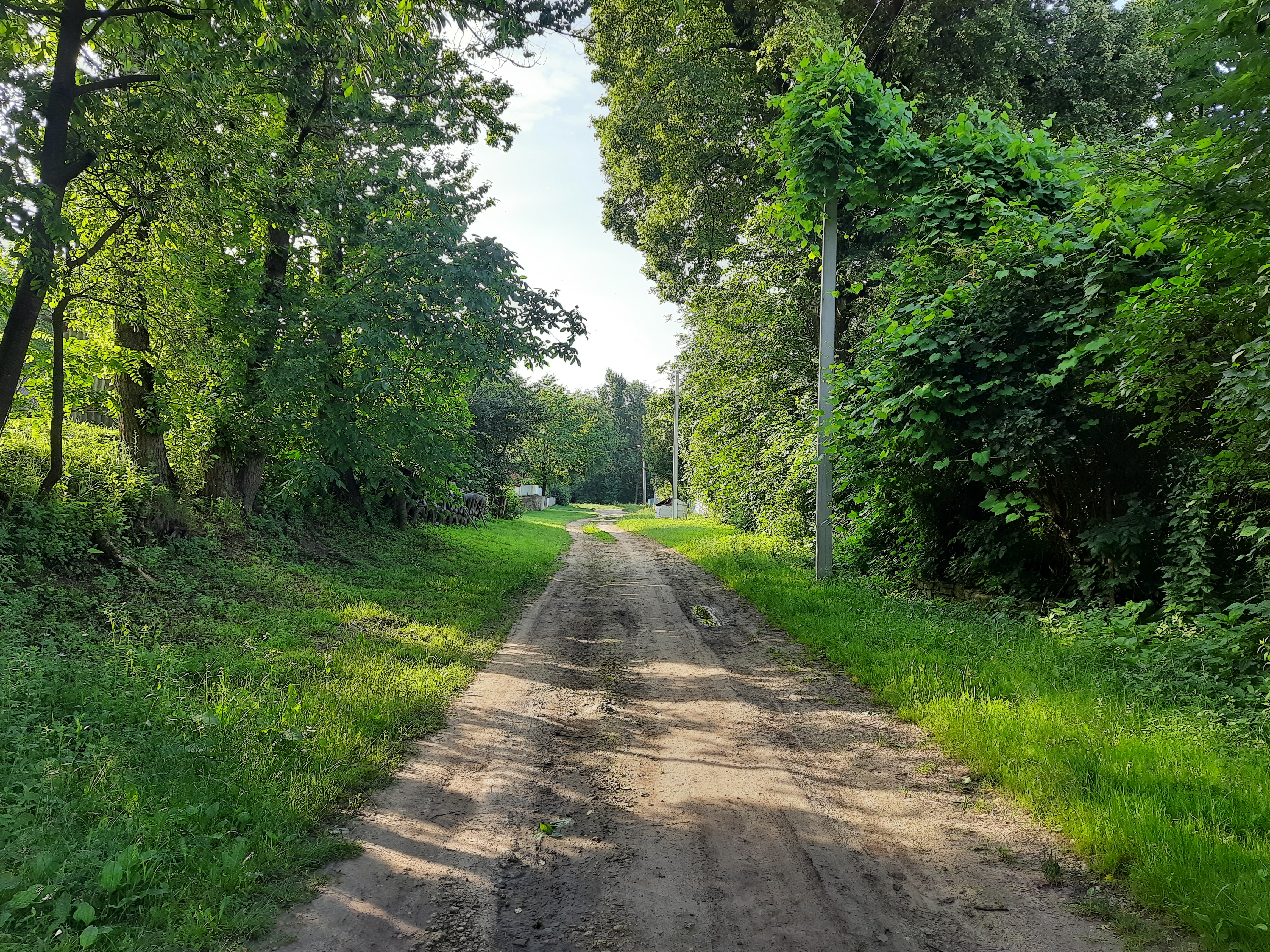
Сільська вулиця
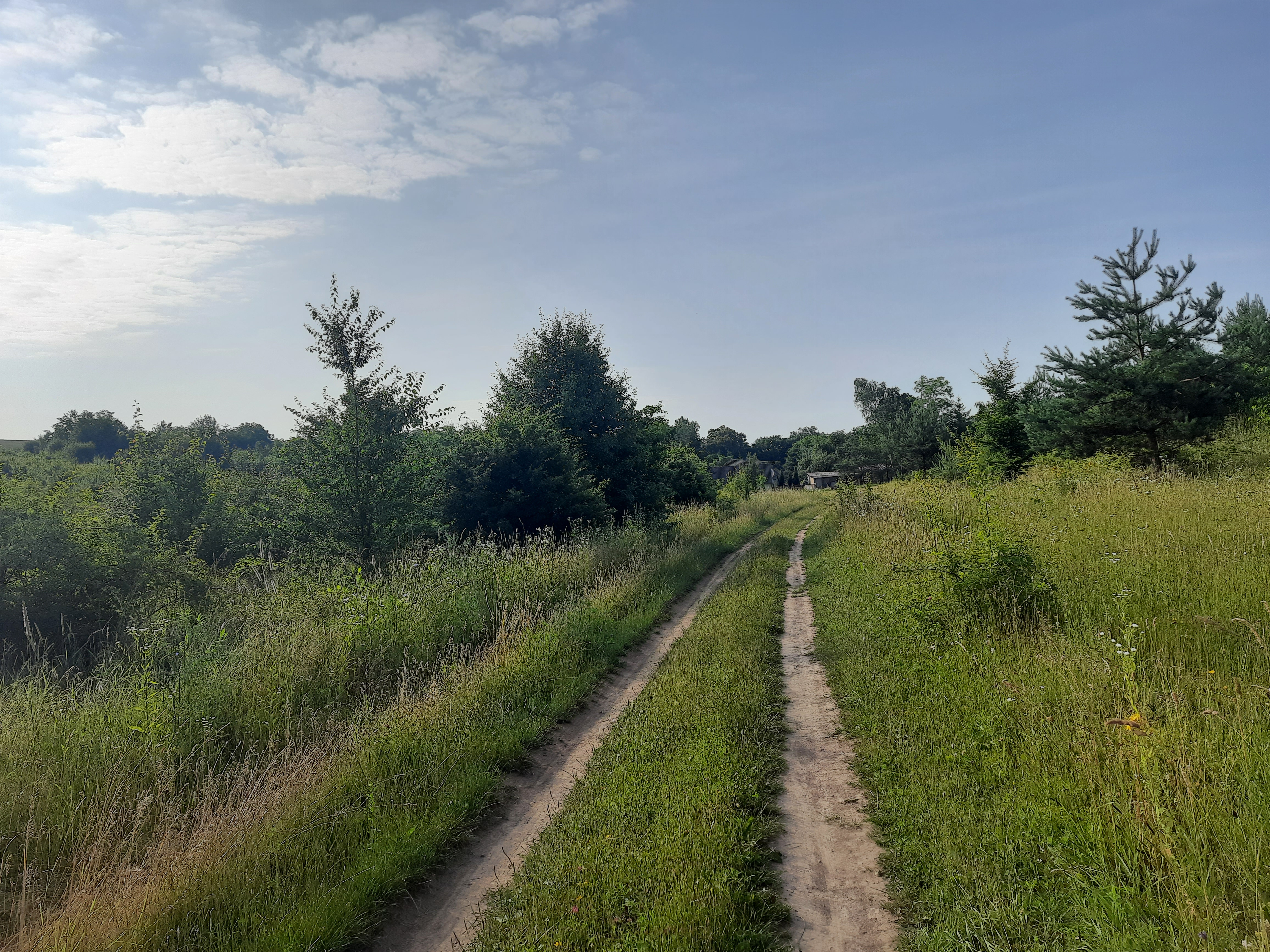
Околиця села
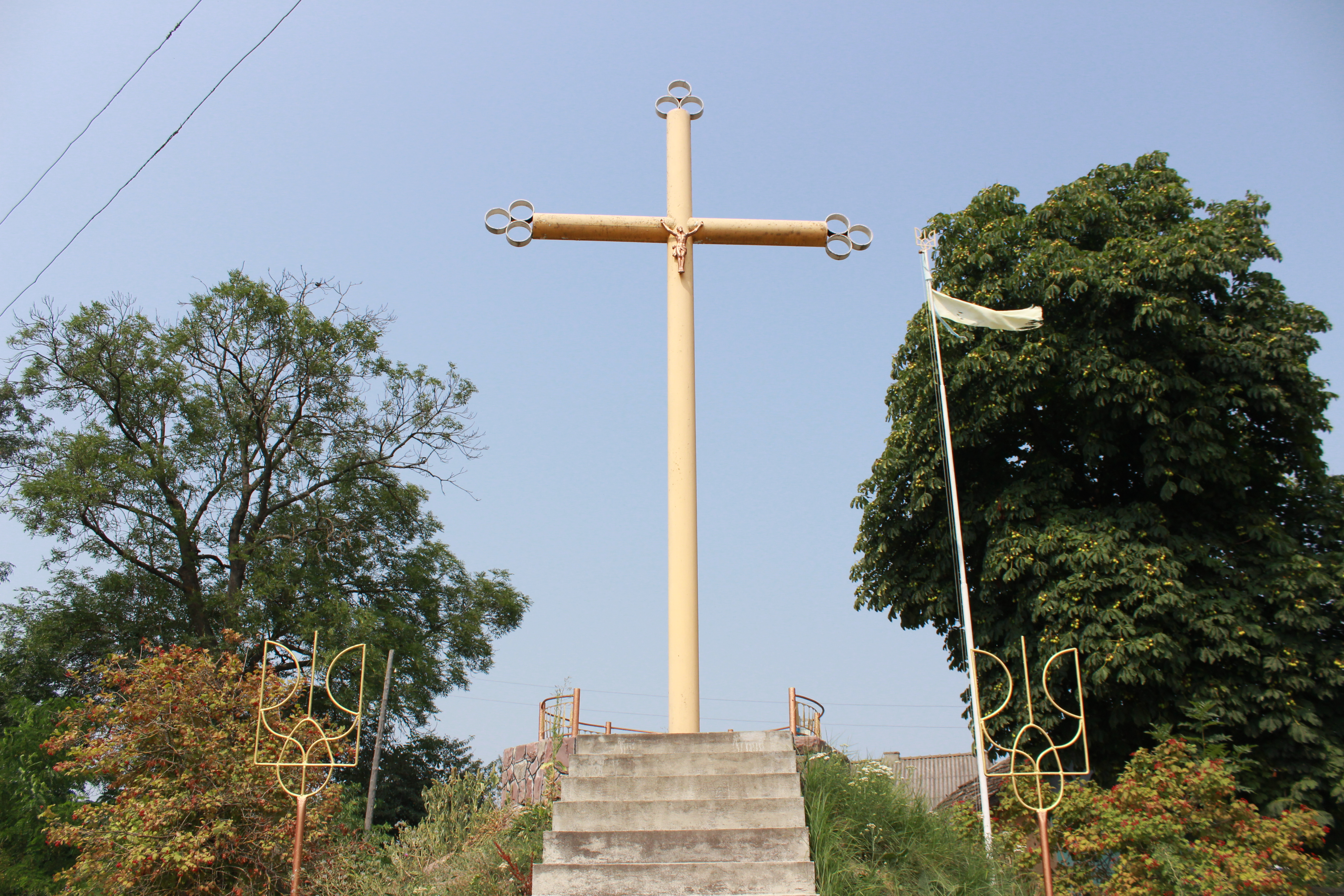
Могила воїнам УПА